# Districte d'Anenii Noi
El districte d'Anenii Noi (en romanès Raionul Anenii Noi) és una de les divisions administratives de la República de Moldàvia. La capital és Anenii Noi. L'u de gener de 2005, la seva població era de 81.700 habitants. Es troba 50 km a l'est de Chişinău, la capital de la república i limita al nord amb el districte de Criuleni i al sud amb el districte de Tighina. Hi ha dos restaurants i algunes empreses. Hom pot arribar-hi en transport públic en mitja hora des de Chişinău.